# Oddworld: Soulstorm
Oddworld: Soulstorm (укр. Дивний світ: Душевна буря) — відеогра 2022 року в жанрі платформер, розроблена та видана Oddworld Inhabitants. Продовження Oddworld New 'n' Tasty! та переосмислення Oddworld: Abe's Exoddus 1998 року.